# Санфорд (вулкан)
Санфорд (англ. Mount Sanford) — щитовий вулкан висотою 4949 м, розташований на сході Аляски поруч з річкою Купер. Це третій за висотою вулкан США після вулканів Бона (5044 м) та Блекберн (4996 м). Південний схил вулкана підноситься на 2400 метрів на ділянці в 1600 метрів, що робить цей схил одним з найкрутіших у Північній Америці.

## Геологія

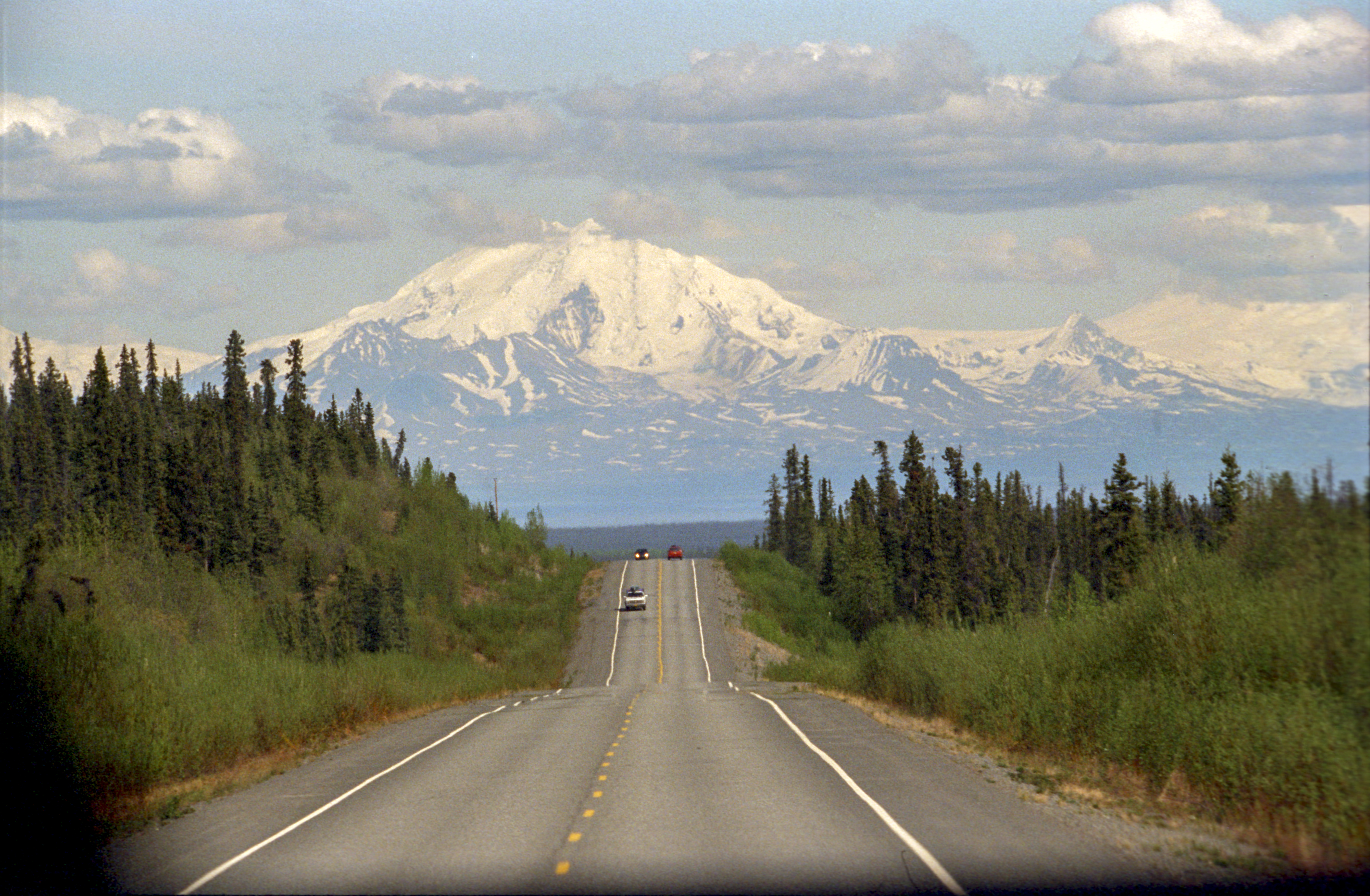
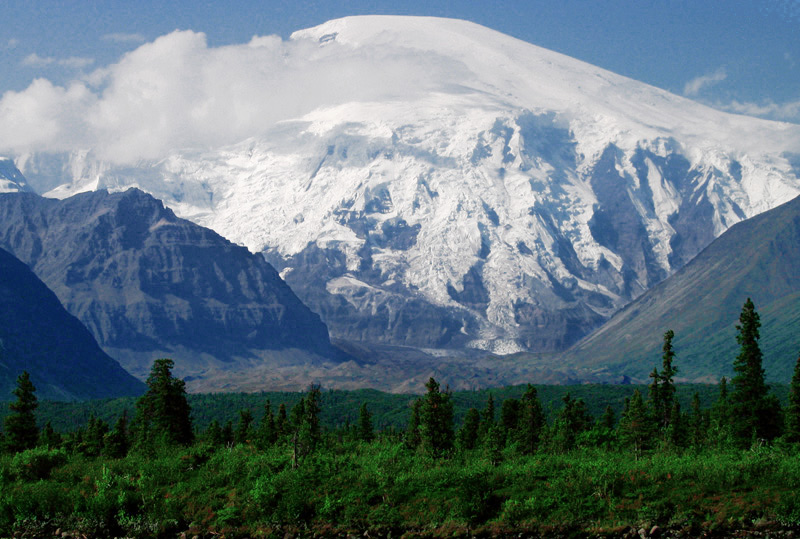

Санфорд, будучи древнім вулканом часів плейстоцену, складається в основному з андезиту, хоча деякі верхні його частини були утворені вже у часи голоцену. Вулкан почав утворюватися 900 000 років тому, починаючи рости на базі трьох мілкіших щитоподібних вулканів, котрі потім зрослися. Двома значними подіями були потік лави, що пройшов на 18 км на північний схід, а також ще один потік, котрий вивергався із рифтової зони збоку від вулкана приблизно 320 000 років тому. Другий із описаних потоків був за своєю природою базальтовим, і був останньою відміченою активністю вулкана. Вік порід був визначений за допомогою радіометрії.